# Предраг Даниловић
Предраг Даниловић (Сарајево, 26. фебруар 1970) је бивши југословенски и српски кошаркаш. Са репрезентацијом Југославије освојио је четири Европска првенства и сребрну медаљу на Олимпијским играма 1996. Проглашен је за европског играча године 1995. и најкориснијег играча италијанског првенства 1998.
Предраг Даниловић је са Владом Дивцем, Жарком Паспаљем, Сашом Ђорђевићем, Зораном Савићем, Дејаном Бодирогом и Жељком Ребрачом основао хуманитарну организацију Група 7. Био је дугогодишњи председник КК Партизан, са којим је дошао до великог броја домаћих титула. Од 2016. до 2024. вршио је функцију председника Кошаркашког савеза Србије.

## Каријера

### Детињство и младост
Даниловић је рођен у Сарајеву у породици херцеговачких Срба (од оца Милана из села Орашје Зупци у близини Требиња и мајке Вуке из села Кукричје у близини Билеће). Одрастао је у насељу Алипашино поље у близини главне зграде РТВ Сарајево. Већ добро упућен у улични баскет, почео је да игра кошарку у Босни где га је тренирао Младен Остојић. Његов таленат је био евидентан од почетка и није требало дуго пре него што је почео привлачити пажњу већих клубова као што су Партизан, чији је помоћни тренер Душко Вујошевић приметио Даниловића на интер-републичком такмичењу младих кошаркаша, где је Даниловић представљао СР Босну и Херцеговину.

### Партизан
Незадовољан статусом у Босни, Даниловић прелази у Партизан, који је у то време тренирао Душко Вујошевић. Међутим, пошто није добио исписницу од свог бившег клуба, годину дана није могао да игра за Партизан. У лето 1987. је уписао средњу школу у америчком градићу Куквил у држави Тенеси. Овде је провео седам месеци, а онда се вратио у Југославију.
Коначно дебитује за Партизан у сезони 1988/89. и помаже тиму да освоји Куп Југославије и Куп Радивоја Кораћа, победом у двомечу са Кантуом. Прве сезоне се више издвајао сјајном одбраном (просечно је бележио испод 10 поена по мечу). Следеће сезоне подиже ниво игре, али сјајну сезону у најави прекида тешка повреда, Даниловић је сломио ногу и морао на дужу паузу. Те сезоне одиграо је само 11 утакмица, а морао је да пропусти и освајање злата на СП у Аргентини 1990. године. По повратку, у сезони 1990/91. игра сјајно и бележи у просеку око 15 поена за Партизан у домаћој лиги, последњој сезони старе Југославије.
Сезона 1991/92. остаће упамћена као најблиставија у историји Партизана, предвођеног управо Даниловићем и Сашом Ђорђевићем. Освојена је лига и куп, нове, окрњене Југославије, а на европској сцени, титула првака Европе иако је Партизан због рата у бившој Југославији, само четвртфиналну утакмицу против Кнора одиграо пред својим навијачима. МВП фајнал-фора нове ФИБА Евролиге те 1992. године је био Предраг Даниловић. У полуфиналу је постигао 22, а у финалу 25 поена. Освојена је трипла круна! Те сјајне сезоне просек му је био око 20 поена по мечу и у домаћем првенству и у Европи.
На НБА драфту 1992. године одабрали су га Голден Стејт вориорси као 43. пика.

### Виртус Болоња
Даниловић је пред сезону 1992/93, потписао двогодишњи уговор са Виртусом из Болоње (тада под спонзорским именом Кнор), а после је продужио уговор на још једну сезону. За три године у Италији, Даниловић предводи Кнор до три титуле првака у жестокој конкуренцији Кукочевог Бенетона и Ђорђевићеве Олимпије из Милана. У Европи тих година Кнор (касније Буклер па Киндер) је испадао у четвртфиналним мечевима против европских великана Реал Мадрида, Олимпијакоса и Панатинаикоса. Бројке које је Даниловић бележио тих година у Италији биле су фантастичне, увек око 25 поена у просеку, прве сезоне је шутирао тројке преко 50%.

### НБА
У јуну 1995. године Даниловић је прешао у Мајами Хит, који су у трејду са Голден Стејтом добили права на Даниловића. За разлику од многих југословенских и европских звезда у то време, Даниловић одмах добија запажену улогу и позицију стартера у НБА. Имао је одличне статистике у почетку, али га је прве сезоне знатно омела повреда зглоба шаке, те је одиграо тек двадесетак мечева, најбољи против Финикс санса када је постигао 30 поена. Стигао је да се опорави од повреде на време за плеј-оф, али су Мајами тамо чекали Чикаго булси са Мајклом Џорданом и лако их избацили из даље трке за прстеном. Наредна сезона била је константнија, али је управа Мајамија одлучила да га трејдује, те је други део сезоне одиграо у дресу Даласа. Као забележена рола те године остају 7/7 тројке у Медисон сквер гардену против Њујорк никса. По доласку у Далас је често био најефикаснији играч екипе, али су Мевси тада имали слабији састав, те су добијали у просеку тек сваку четврту утакмицу. За две сезоне у НБА лиги Даниловић је просечно постизао 12,8 поена по утакмици.

### Виртус Болоња
Средином 1997. године на изненађење многих Даниловић се вратио у Европу, и то у свој бивши клуб Виртус, који је тада носио име Киндер Болоња по славном спонзору. Сјајним партијама одвео је Киндер до европског трона. Освојена је прва Евролига у историји клуба, у финалу је савладан атински АЕК, резултатом 58:44 уз Даниловићевих 13 поена. Просек у Евролиги те сезоне био му је сјајних 18 поена по мечу. У повратничкој сезони Даниловић доноси Киндеру титулу шампиона Италије невероватним примером индивидуалног квалитета. Наиме, у петој одлучујућој утакмици финала првенства Италије те 1998. године, против градског ривала Фортитуда, 16 секунди пре краја Киндер је био у заостатку 68:72. Али тада, Даниловић добија лопту и тражи себи позицију за шут, налази је 8 m од коша са средине, велики Доминик Вилкинс га је при шуту закачио, судија свира прекршај, а лопта пролази кроз обруч! Настаје велика еуфорија у хали и шанса за 3+1 и продужетак. Наравно, Даниловић реализује додатно бацање и води свој тим у додатних 2×5 минута. Тамо је са новим поенима, неколико сјајних асистенција и још једном тројком, докрајчио ривала за коначних 86:77 и и својих 20 поена. Даниловић је био не само МВП финала већ и целе сезоне. Тадашња италијанска лига била је невероватно квалитетна, посебно ако се говори о две поменуте екипе из Болоње. За Киндер су поред Даниловића наступали Антоан Ригодо, Рашо Нестеровић, Зоран Савић, Аугусто Бинели, Хуго Сконокини итд. За Фортитудо је играо, према Даниловићевим речима, његов највећи ривал, Карлтон Мајерс. Поред њега ту су били Грегор Фучка, Доминик Вилкинс, Ђакомо Галанда...
Због проблема са повредом, прикључио се екипи Киндера тек средином сезоне 1988/99, али га то није спречило да настави са сјајним партијама. Те 1999. године са Киндером осваја Куп Италије, али је на изненађење многих, Жалгирис “скинуо” Киндер са европског трона у финалу Евролиге, док у првенству титулу осваја Варезе. Сезона 1999/00. била му је и последња у каријери, након чега се Даниловић на изненађење многих са само 30 година пензиониосао.
Наравно, легенда као што је то Даниловић био и остао у Болоњи и Италији, није могла да се опрости од кошарке тек тако. Крајем новембра 2000. године, организован је велики опроштај којем су присуствовали сви Даниловићеви бивши саиграчи и ривали. Пред препуном двораном одиграна је и ревијална утакмица између Киндера и Партизана. Даниловић је у првом полувремену наступио за Партизан, а у другом за Киндер. Меч је прекинут неколико минута пре краја и тада су сви у дворани испратили одлазак у легенду једног од најбољих европских бекова 20. века.
У марту 2014. године Виртус Болоња је у част Предрага Даниловића свечано повукла дрес са бројем 5 који је Даниловић носио док је играо за овај тим.

## Репрезентација
После само једне сезоне у првом тиму, ондашњи селектор Душан Ивковић га је позвао у репрезентацију за Европско првенство 1989. у Загребу, на ком је Југославија лако дошла до златне медаље. Због повреде је пропустио Светско првенство 1990. у Аргентини, али је на Европском првенству 1991. у Риму освојио своје друго злато. 
Након санкција је освојио Европско првенство 1995. у Атини победом над Литванијом 96:90, након три године одсуствовања са међународне сцене због санкција. ФИБА га је 1995. прогласила за најбољег кошаркаша Европе те године.
Између две сезоне у НБА је са репрезентацијом освојио сребрну медаљу на Олимпијским играма 1996. у Атланти, а 1997. је освојио злато на Европском првенству 1997. у Барселони.
Због хируршког захвата на зглобу је пропустио Светско првенство 1998. у Атини. Августа исте године је именован за југословенског амбасадора добре воље.
Био је део репрезентације СР Југославије са којом је освојио бронзану медаљу на Европском првенству 1999. у Француској.
Даниловић је 2000. године је био капитен репрезентације СР Југославије на Олимпијским играма у Сиднеју са којом је стигао до 6. места. На крају ове сезоне, Даниловић је престао активно да се бави кошарком.

## Након играчке каријере
Октобра 2000. је заједно са Жарком Паспаљем именован за потпредседника КК Партизан, док је Владе Дивац именован за председника. Међутим, пошто је Дивац још увек био активан играч, Даниловић га је замењивао на месту председника.
Током приватизације Књаза Милоша, Даниловић је понудио малим акционарима 3.500 динара ако продају своје акције Влади Дивцу и фирми Даноне, али је на крају ФПП Балкан Лимитид постао већински власник Књаза Милоша. Током лета 2004. године, Дивац и Даниловић су поднели оставке на своја места у Партизану незадовољни стањем кошарке у Србији, те због недоношења Закона о спорту, као и појачаним притисцима на клуб да приступи регионалној лиги. У клуб се вратио у лето 2005. године, након оставке дотадашњег председника Јовице Павловића.
30. маја 2007. након полуфиналне утакмице плеј-офа првенства Србије против Хемофарма у Вршцу, Даниловић је претукао судију Марка Јураса. Након утакмице Даниловић је са тренером Вујошевићем приведен у полицију на саслушање.  Због овог напада Даниловић је од стране Кошаркашког савеза Србије кажњен са две године забране обављања функција у клубу, али му је казна ублажена на две године условно. Јурас је такође покренуо и кривичну пријаву. У мају 2013. године, Предраг Даниловић је тешко повређен ножем у сукобу са тадашњим пријатељем, Бранком Филиповићем "Фидом" у ресторану Кафаница, чији је Филиповић власник.
Даниловић је 15. децембра 2016. године постављен за председника Кошаркашког савеза Србије.

## Остало
Предраг Даниловић је ожењен Светланом, новинарком РТС-а, са којом има троје деце, кћерке Олгу, која је јуниорски освајач Ролан Гароса, и Соњу и сина Вука.

## Награде
- 2002: Награда Браћа Карић
- 2024: Орден Његоша I реда[19]

## Успеси

### Клупски
- Партизан:
  - Евролига (1): 1991/92.
  - Куп Радивоја Кораћа (1): 1988/89.
  - Првенство Југославије (1): 1991/92.
  - Куп Југославије (2): 1989, 1992.
- Виртус Болоња:
  - Евролига (1): 1997/98.
  - Првенство Италије (4): 1992/93, 1993/94, 1994/95, 1997/98.
  - Куп Италије (1): 1999.

### Појединачни
- Најкориснији играч Ф4 турнира Евролиге (1): 1991/92.
- Најбољи стрелац Евролиге (1): 1994/95.
- Најкориснији играч Првенства Италије (1): 1997/98.
- Мистер Еуропа (1): 1998.
- 50 особа које су највише допринеле Евролиги

### Репрезентативни
СФР Југославија
- Европско првенство до 18 година:  1988.
- Европско првенство:  1989.
- Европско првенство:  1991.

СР Југославија
- Европско првенство:  1995.
- Летње олимпијске игре:  1996.
- Европско првенство:  1997.
- Европско првенство:  1999.